# Maso politus
Maso politus är en spindelart som beskrevs av Banks 1896. Maso politus ingår i släktet Maso och familjen täckvävarspindlar. Inga underarter finns listade i Catalogue of Life.